# Joe Allen
Michael Joseph "Joe" Allen (nascut el 14 de març de 1990) és un futbolista professional gal·lès que juga al Swansea i la selecció de futbol de Gal·les com a migcampista.